# Arabian Panther
Arabian Panther è il terzo album solista del rapper francese Médine, pubblicato il 24 novembre 2008 per Din Records.

## Tracce
1. Self Défense – 4:41
2. Péplum – 5:01
3. Portrait Chinois – 5:05
4. R.E.R. D – 4:29
5. Don't Panik – 4:05
6. A L'ombre Du Mâle (feat. Nneka) – 4:33
7. Pantherlude - Ils Peuvent... – 3:04
8. Enfant Du Destin (Kounta Kinté) – 7:47
9. Panther Blues (feat. Tiers Monde) – 5:02
10. Code Barbe – 4:24
11. Camp Delta – 5:37
12. Besoin De Révolution – 3:28
13. Arabospiritual – 9:50

Durata totale: 67:06